# Parafia św. Antoniego Padewskiego w Gołkowicach Górnych
Parafia św. Antoniego Padewskiego w Gołkowicach Górnych – parafia rzymskokatolicka, znajdująca się w diecezji tarnowskiej, w dekanacie Stary Sącz. Na terenie parafii znajduje się klasztor Sióstr Karmelitanek Dzieciątka Jezus; przełożoną jest s. mgr Donancja Mlicka.
Parafia pw. Świętego Antoniego Padewskiego została erygowana 10 maja 1925 roku. Obecnie według schematyzmu diecezjalnego parafia liczy 2100 wiernych. 
Od 1952 r. na terenie parafii funkcjonuje klasztor Sióstr Karmelitanek Dzieciątka Jezus. Obecny klasztor został wybudowany w 1959 r. Był często odwiedzany przez o. Anzelma Gądka, współzałożyciela zgromadzenia. Od 1992 r. Karmelitanki Dzieciątka Jezus prowadzą własne przedszkole.